# Garcinia basacensis
Garcinia basacensis är en tvåhjärtbladig växtart som beskrevs av Jean Baptiste Louis Pierre. Garcinia basacensis ingår i släktet Garcinia och familjen Clusiaceae. Inga underarter finns listade i Catalogue of Life.